# WHL 2008/09
Die WHL-Saison 2008/09 war die 43. Spielzeit der Western Hockey League. Die reguläre Saison begann am 18. September 2008 und endete am 15. März 2009. Die Play-offs starteten am 20. März 2009 und endeten mit dem dritten Ed-Chynoweth-Cup-Gewinn der Kelowna Rockets am 9. Mai 2009, die sich im WHL-Finale gegen die Calgary Hitmen durchsetzten.

## Reguläre Saison

### Abschlussplatzierungen
Abkürzungen: GP = Spiele, W = Siege, L = Niederlagen, OTL = Niederlage nach Overtime bzw. Shootout, GF = Erzielte Tore, GA = Gegentore, Pts = Punkte

Erläuterungen:       = Play-off-Qualifikation,       = Divisions-Sieger,       = Conference-Sieger,       = Scotty-Munro-Memorial-Trophy-Gewinner

#### Eastern Conference
| East Division         | GP | W  | L  | OTL | GF  | GA  | Pts |
| --------------------- | -- | -- | -- | --- | --- | --- | --- |
| Saskatoon Blades      | 72 | 49 | 18 | 5   | 283 | 195 | 103 |
| Brandon Wheat Kings   | 72 | 48 | 19 | 5   | 295 | 220 | 101 |
| Swift Current Broncos | 72 | 42 | 28 | 2   | 258 | 220 | 86  |
| Prince Albert Raiders | 72 | 31 | 36 | 5   | 233 | 270 | 67  |
| Regina Pats           | 72 | 27 | 39 | 6   | 228 | 265 | 60  |
| Moose Jaw Warriors    | 72 | 19 | 50 | 3   | 198 | 352 | 41  |

| Central Division      | GP | W  | L  | OTL | GF  | GA  | Pts |
| --------------------- | -- | -- | -- | --- | --- | --- | --- |
| Calgary Hitmen        | 72 | 59 | 9  | 4   | 330 | 159 | 122 |
| Medicine Hat Tigers   | 72 | 36 | 29 | 7   | 249 | 242 | 79  |
| Kootenay Ice          | 72 | 35 | 29 | 8   | 220 | 224 | 78  |
| Lethbridge Hurricanes | 72 | 35 | 32 | 5   | 227 | 228 | 75  |
| Edmonton Oil Kings    | 72 | 29 | 34 | 9   | 191 | 252 | 67  |
| Red Deer Rebels       | 72 | 25 | 37 | 10  | 172 | 250 | 60  |

#### Western Conference
| B.C. Division         | GP | W  | L  | OTL | GF  | GA  | Pts |
| --------------------- | -- | -- | -- | --- | --- | --- | --- |
| Vancouver Giants      | 72 | 57 | 10 | 5   | 319 | 151 | 119 |
| Kelowna Rockets       | 72 | 47 | 21 | 4   | 267 | 178 | 98  |
| Kamloops Blazers      | 72 | 33 | 33 | 6   | 242 | 277 | 72  |
| Prince George Cougars | 72 | 25 | 44 | 3   | 188 | 298 | 53  |
| Chilliwack Bruins     | 72 | 19 | 46 | 7   | 154 | 267 | 45  |

| U.S. Division         | GP | W  | L  | OTL | GF  | GA  | Pts |
| --------------------- | -- | -- | -- | --- | --- | --- | --- |
| Tri-City Americans    | 72 | 49 | 20 | 3   | 263 | 184 | 101 |
| Spokane Chiefs        | 72 | 46 | 23 | 3   | 244 | 145 | 95  |
| Seattle Thunderbirds  | 72 | 35 | 32 | 5   | 222 | 234 | 75  |
| Everett Silvertips    | 72 | 27 | 36 | 9   | 199 | 259 | 63  |
| Portland Winter Hawks | 72 | 19 | 48 | 5   | 176 | 288 | 43  |

### Beste Scorer
Abkürzungen: GP = Spiele, G = Tore, A = Assists, Pts = Punkte, PIM = Strafminuten; Fett: Saisonbestwert
| Spieler              | Team                  | GP | G  | A  | Pts | PIM |
| -------------------- | --------------------- | -- | -- | -- | --- | --- |
| Casey Pierro-Zabotel | Vancouver Giants      | 72 | 36 | 79 | 115 | 52  |
| Brandon Kozun        | Calgary Hitmen        | 72 | 40 | 68 | 108 | 58  |
| Brett Sonne          | Calgary Hitmen        | 62 | 48 | 52 | 100 | 58  |
| Evander Kane         | Vancouver Giants      | 61 | 48 | 48 | 96  | 89  |
| Justin Bernhardt     | Prince George Cougars | 72 | 35 | 57 | 92  | 104 |
| Colin Long           | Kelowna Rockets       | 68 | 33 | 58 | 91  | 28  |
| Brayden Schenn       | Brandon Wheat Kings   | 70 | 32 | 56 | 88  | 82  |
| Joel Broda           | Calgary Hitmen        | 67 | 53 | 34 | 87  | 64  |
| C. J. Stretch        | Kamloops Blazers      | 72 | 29 | 57 | 86  | 72  |
| Tyler Ennis          | Medicine Hat Tigers   | 61 | 43 | 42 | 85  | 21  |

### Beste Torhüter
Abkürzungen: GP = Spiele, TOI = Eiszeit (in Minuten), W = Siege, L = Niederlagen, OTL = Overtime/Shootout-Niederlagen, GA = Gegentore, SO = Shutouts, Sv% = gehaltene Schüsse (in %), GAA = Gegentorschnitt
| Spieler           | Team                                  | GP | TOI  | W  | L  | OTL | GA  | SO | Sv%  | GAA  |
| ----------------- | ------------------------------------- | -- | ---- | -- | -- | --- | --- | -- | ---- | ---- |
| Dustin Tokarski   | Spokane Chiefs                        | 54 | 3264 | 34 | 18 | 2   | 107 | 7  | 93,7 | 1,97 |
| Chet Pickard      | Tri-City Americans                    | 50 | 2947 | 35 | 12 | 3   | 112 | 6  | 92,1 | 2,28 |
| Martin Jones      | Calgary Hitmen                        | 55 | 3295 | 45 | 5  | 4   | 114 | 7  | 91,5 | 2,08 |
| Mark Guggenberger | Kelowna Rockets Swift Current Broncos | 49 | 2717 | 29 | 14 | 3   | 109 | 3  | 91,5 | 2,41 |
| Torrie Jung       | Edmonton Oil Kings                    | 48 | 2809 | 20 | 20 | 8   | 120 | 3  | 91,2 | 2,56 |

## Play-offs

### Play-off-Baum
|  | Conference-Viertelfinale | Conference-Viertelfinale | Conference-Viertelfinale |                       |                     | Conference-Halbfinale | Conference-Halbfinale | Conference-Halbfinale |  |  | Conference-Finale | Conference-Finale | Conference-Finale |  |  | WHL-Meisterschaft | WHL-Meisterschaft | WHL-Meisterschaft |
|  |                          |                          |                          |                       |                     |                       |                       |                       |  |  |                   |                   |                   |  |  |                   |                   |                   |
|  | 1                        | Calgary Hitmen           | 4                        |                       |                     |                       |                       |                       |  |  |                   |                   |                   |  |  |                   |                   |                   |
|  | 8                        | Edmonton Oil Kings       | 0                        |                       |                     |                       |                       |                       |  |  |                   |                   |                   |  |  |                   |                   |                   |
|  | 8                        | Edmonton Oil Kings       | 0                        | 1                     | Calgary Hitmen      | 4                     |                       |                       |  |  |                   |                   |                   |  |  |                   |                   |                   |
|  |                          |                          |                          | 1                     | Calgary Hitmen      | 4                     |                       |                       |  |  |                   |                   |                   |  |  |                   |                   |                   |
|  |                          |                          | 7                        | Lethbridge Hurricanes | 0                   |                       |                       |                       |  |  |                   |                   |                   |  |  |                   |                   |                   |
|  | 2                        | Saskatoon Blades         | 7                        | Lethbridge Hurricanes | 0                   | 3                     |                       |                       |  |  |                   |                   |                   |  |  |                   |                   |                   |
|  | 2                        | Saskatoon Blades         |                          |                       |                     | 3                     |                       |                       |  |  |                   |                   |                   |  |  |                   |                   |                   |
|  | 7                        | Lethbridge Hurricanes    | 4                        |                       |                     |                       |                       |                       |  |  |                   |                   |                   |  |  |                   |                   |                   |
|  | 7                        | Lethbridge Hurricanes    | 4                        | 1                     | Calgary Hitmen      | 4                     |                       |                       |  |  |                   |                   |                   |  |  |                   |                   |                   |
|  |                          |                          |                          | 1                     | Calgary Hitmen      | 4                     | Eastern Conference    |                       |  |  |                   |                   |                   |  |  |                   |                   |                   |
|  |                          | 3                        | Brandon Wheat Kings      | 0                     |                     |                       |                       |                       |  |  |                   |                   |                   |  |  |                   |                   |                   |
|  | 3                        | 3                        | Brandon Wheat Kings      | 0                     | Brandon Wheat Kings | 4                     |                       |                       |  |  |                   |                   |                   |  |  |                   |                   |                   |
|  | 3                        |                          |                          |                       | Brandon Wheat Kings | 4                     |                       |                       |  |  |                   |                   |                   |  |  |                   |                   |                   |
|  | 6                        | Kootenay Ice             | 0                        |                       |                     |                       |                       |                       |  |  |                   |                   |                   |  |  |                   |                   |                   |
|  | 6                        | Kootenay Ice             | 0                        | 3                     | Brandon Wheat Kings | 4                     |                       |                       |  |  |                   |                   |                   |  |  |                   |                   |                   |
|  |                          |                          |                          | 3                     | Brandon Wheat Kings | 4                     |                       |                       |  |  |                   |                   |                   |  |  |                   |                   |                   |
|  |                          |                          | 5                        | Medicine Hat Tigers   | 0                   |                       |                       |                       |  |  |                   |                   |                   |  |  |                   |                   |                   |
|  | 4                        | Swift Current Broncos    | 5                        | Medicine Hat Tigers   | 0                   | 3                     |                       |                       |  |  |                   |                   |                   |  |  |                   |                   |                   |
|  | 4                        | Swift Current Broncos    |                          |                       |                     |                       |                       |                       |  |  |                   |                   |                   |  |  |                   |                   |                   |
|  | 5                        | Medicine Hat Tigers      | 4                        |                       |                     |                       |                       |                       |  |  |                   |                   |                   |  |  |                   |                   |                   |
|  | 5                        | Medicine Hat Tigers      | 4                        | E1                    | Calgary Hitmen      | 2                     |                       |                       |  |  |                   |                   |                   |  |  |                   |                   |                   |
|  |                          |                          |                          |                       |                     |                       |                       |                       |  |  |                   |                   |                   |  |  |                   |                   |                   |
|  |                          | W3                       | Kelowna Rockets          | 4                     |                     |                       |                       |                       |  |  |                   |                   |                   |  |  |                   |                   |                   |
|  | 1                        | W3                       | Kelowna Rockets          | 4                     | Vancouver Giants    | 4                     |                       |                       |  |  |                   |                   |                   |  |  |                   |                   |                   |
|  | 1                        |                          |                          |                       | Vancouver Giants    | 4                     |                       |                       |  |  |                   |                   |                   |  |  |                   |                   |                   |
|  | 8                        | Prince George Cougars    | 0                        |                       |                     |                       |                       |                       |  |  |                   |                   |                   |  |  |                   |                   |                   |
|  | 8                        | Prince George Cougars    | 0                        | 1                     | Vancouver Giants    | 4                     |                       |                       |  |  |                   |                   |                   |  |  |                   |                   |                   |
|  |                          |                          |                          | 1                     | Vancouver Giants    | 4                     |                       |                       |  |  |                   |                   |                   |  |  |                   |                   |                   |
|  |                          |                          | 4                        | Spokane Chiefs        | 3                   |                       |                       |                       |  |  |                   |                   |                   |  |  |                   |                   |                   |
|  | 4                        | Spokane Chiefs           | 4                        | Spokane Chiefs        | 3                   | 4                     |                       |                       |  |  |                   |                   |                   |  |  |                   |                   |                   |
|  | 4                        | Spokane Chiefs           |                          |                       |                     | 4                     |                       |                       |  |  |                   |                   |                   |  |  |                   |                   |                   |
|  | 5                        | Seattle Thunderbirds     | 1                        |                       |                     |                       |                       |                       |  |  |                   |                   |                   |  |  |                   |                   |                   |
|  | 5                        | Seattle Thunderbirds     | 1                        | 1                     | Vancouver Giants    | 2                     |                       |                       |  |  |                   |                   |                   |  |  |                   |                   |                   |
|  |                          |                          |                          | 1                     | Vancouver Giants    | 2                     | Western Conference    |                       |  |  |                   |                   |                   |  |  |                   |                   |                   |
|  |                          | 3                        | Kelowna Rockets          | 4                     |                     |                       |                       |                       |  |  |                   |                   |                   |  |  |                   |                   |                   |
|  | 2                        | 3                        | Kelowna Rockets          | 4                     | Tri-City Americans  | 4                     |                       |                       |  |  |                   |                   |                   |  |  |                   |                   |                   |
|  | 2                        |                          |                          |                       |                     |                       |                       |                       |  |  |                   |                   |                   |  |  |                   |                   |                   |
|  | 7                        | Everett Silvertips       | 1                        |                       |                     |                       |                       |                       |  |  |                   |                   |                   |  |  |                   |                   |                   |
|  | 7                        | Everett Silvertips       | 1                        | 2                     | Tri-City Americans  | 2                     |                       |                       |  |  |                   |                   |                   |  |  |                   |                   |                   |
|  |                          |                          |                          | 2                     | Tri-City Americans  | 2                     |                       |                       |  |  |                   |                   |                   |  |  |                   |                   |                   |
|  |                          |                          | 3                        | Kelowna Rockets       | 4                   |                       |                       |                       |  |  |                   |                   |                   |  |  |                   |                   |                   |
|  | 3                        | Kelowna Rockets          | 3                        | Kelowna Rockets       | 4                   | 4                     |                       |                       |  |  |                   |                   |                   |  |  |                   |                   |                   |
|  | 3                        | Kelowna Rockets          |                          |                       |                     |                       |                       |                       |  |  |                   |                   |                   |  |  |                   |                   |                   |
|  | 6                        | Kamloops Blazers         | 0                        |                       |                     |                       |                       |                       |  |  |                   |                   |                   |  |  |                   |                   |                   |

### Ed-Chynoweth-Cup-Sieger
| Ed-Chynoweth-Cup-Sieger Kelowna Rockets | Torhüter: Marcus Beesley, Adam Brown, Mark Guggenberger, Tim Zwiers Verteidiger: Tyson Barrie, Aaron Borejko, Collin Bowman, Tysen Dowzak, Curt Gogol, Tyler Myers Angreifer: Max Adolph, Cody Almond, Mikael Backlund, Jamie Benn, Evan Bloodoff, Lucas Bloodoff, Brett Bulmer, Mitch Callahan, Ian Duval, Ryley Grantham, Colin Long, Spencer Main, Shane McColgan, Brendon McMillan, Štěpán Novotný, Kyle St. Denis, Kyle Verdino Cheftrainer: Ryan Huska General Manager: Bruce Hamilton |

### Beste Scorer
Abkürzungen: GP = Spiele, G = Tore, A = Assists, Pts = Punkte, PIM = Strafminuten; Fett: Saisonbestwert
| Spieler         | Team                | GP | G  | A  | Pts | PIM |
| --------------- | ------------------- | -- | -- | -- | --- | --- |
| Jamie Benn      | Kelowna Rockets     | 19 | 13 | 20 | 33  | 18  |
| Cody Almond     | Kelowna Rockets     | 22 | 10 | 17 | 27  | 51  |
| Joel Broda      | Calgary Hitmen      | 18 | 11 | 13 | 24  | 8   |
| Mikael Backlund | Kelowna Rockets     | 19 | 13 | 10 | 23  | 26  |
| Tyler Myers     | Kelowna Rockets     | 22 | 5  | 15 | 20  | 29  |
| Kyle Bortis     | Calgary Hitmen      | 18 | 4  | 16 | 20  | 2   |
| Tyler Ennis     | Medicine Hat Tigers | 11 | 8  | 11 | 19  | 10  |
| Brandon Kozun   | Calgary Hitmen      | 18 | 7  | 12 | 19  | 8   |
| Ian Duval       | Kelowna Rockets     | 22 | 10 | 8  | 18  | 10  |
| Brayden Schenn  | Brandon Wheat Kings | 12 | 8  | 10 | 18  | 12  |
| Jonathon Blum   | Vancouver Giants    | 17 | 7  | 11 | 18  | 6   |
| Tyson Barrie    | Kelowna Rockets     | 22 | 4  | 14 | 18  | 12  |
| Scott Glennie   | Brandon Wheat Kings | 12 | 3  | 15 | 18  | 11  |

### Beste Torhüter
Abkürzungen: GP = Spiele, TOI = Eiszeit (in Minuten), W = Siege, L = Niederlagen, OTL = Overtime/Shootout-Niederlagen, GA = Gegentore, SO = Shutouts, Sv% = gehaltene Schüsse (in %), GAA = Gegentorschnitt
| Spieler         | Team                 | GP | TOI  | W  | L | GA | SO | Sv%  | GAA  |
| --------------- | -------------------- | -- | ---- | -- | - | -- | -- | ---- | ---- |
| Dustin Tokarski | Spokane Chiefs       | 12 | 812  | 7  | 3 | 23 | 1  | 94,7 | 1,70 |
| Tyson Sexsmith  | Vancouver Giants     | 17 | 1150 | 10 | 5 | 36 | 1  | 92,7 | 1,88 |
| Martin Jones    | Calgary Hitmen       | 18 | 1095 | 14 | 3 | 34 | 2  | 92,1 | 1,86 |
| Torrie Jung     | Edmonton Oil Kings   | 4  | 248  | 0  | 3 | 15 | 0  | 91,7 | 3,63 |
| Calvin Pickard  | Seattle Thunderbirds | 5  | 297  | 1  | 4 | 15 | 0  | 91,5 | 3,03 |

## Auszeichnungen

### All-Star-Teams

#### Eastern Conference
| First All-Star-Team |                                           |
| Angriff:            | Brett Sonne – Brandon Kozun – Tyler Ennis |
| Verteidigung:       | Paul Postma – Keith Aulie                 |
| Tor:                | Braden Holtby                             |

| Second All-Star-Team |                                                |
| Angriff:             | Joel Broda – Brayden Schenn – Justin Bernhardt |
| Verteidigung:        | Michael Stone – John Negrin                    |
| Tor:                 | Martin Jones                                   |

#### Western Conference
| First All-Star-Team |                                                  |
| Angriff:            | Casey Pierro-Zabotel – Jamie Benn – Evander Kane |
| Verteidigung:       | Jonathon Blum – Thomas Hickey                    |
| Tor:                | Chet Pickard                                     |

| Second All-Star-Team |                                                |
| Angriff:             | Drayson Bowman – Colin Long – Taylor Procyshen |
| Verteidigung:        | Tyler Myers – Brent Regner                     |
| Tor:                 | Dustin Tokarski                                |

### Vergebene Trophäen
| Auszeichnung                                      | Auszeichnung                 | Team                  |
| ------------------------------------------------- | ---------------------------- | --------------------- |
| Scotty Munro Memorial Trophy                      | Scotty Munro Memorial Trophy | Calgary Hitmen        |
| Auszeichnung                                      | Spieler                      | Team                  |
| Four Broncos Memorial Trophy                      | Brett Sonne                  | Calgary Hitmen        |
| Bob Clarke Trophy                                 | Casey Pierro-Zabotel         | Vancouver Giants      |
| Bill Hunter Memorial Trophy                       | Jonathon Blum                | Vancouver Giants      |
| Jim Piggott Memorial Trophy                       | Brett Connolly               | Prince George Cougars |
| Del Wilson Trophy                                 | Chet Pickard                 | Tri-City Americans    |
| WHL Plus-Minus Award                              | Paul Postma                  | Calgary Hitmen        |
| Brad Hornung Trophy                               | Tyler Ennis                  | Medicine Hat Tigers   |
| Daryl K. (Doc) Seaman Trophy                      | Stefan Elliott               | Saskatoon Blades      |
| Dunc McCallum Memorial Trophy                     | Don Hay                      | Vancouver Giants      |
| Lloyd Saunders Memorial Trophy                    | Kelly Kisio                  | Calgary Hitmen        |
| Allan Paradice Memorial Trophy                    | Chris Savage                 |                       |
| St. Clair Group Trophy                            | Mike Bortolussi              | Medicine Hat Tigers   |
| Doug Wickenheiser Memorial Trophy                 | Taylor Procyshen             | Tri-City Americans    |
| WHL Playoff MVP                                   | Tyler Myers                  | Kelowna Rockets       |
| Professional Hockey Achievement Academic Recipent | Trevor Linden Dan Hulak      |                       |